# Kardborrfly
Kardborrfly, Gortyna flavago, är en fjärilsart som beskrevs av  Michael Denis och Ignaz Schiffermüller, 1775. Kardborrfly ingår i släktet Gortyna och familjen nattflyn, Noctuidae. Arten är reproducerande i Sverige. Inga underarter finns listade i Catalogue of Life.

## Bildgalleri

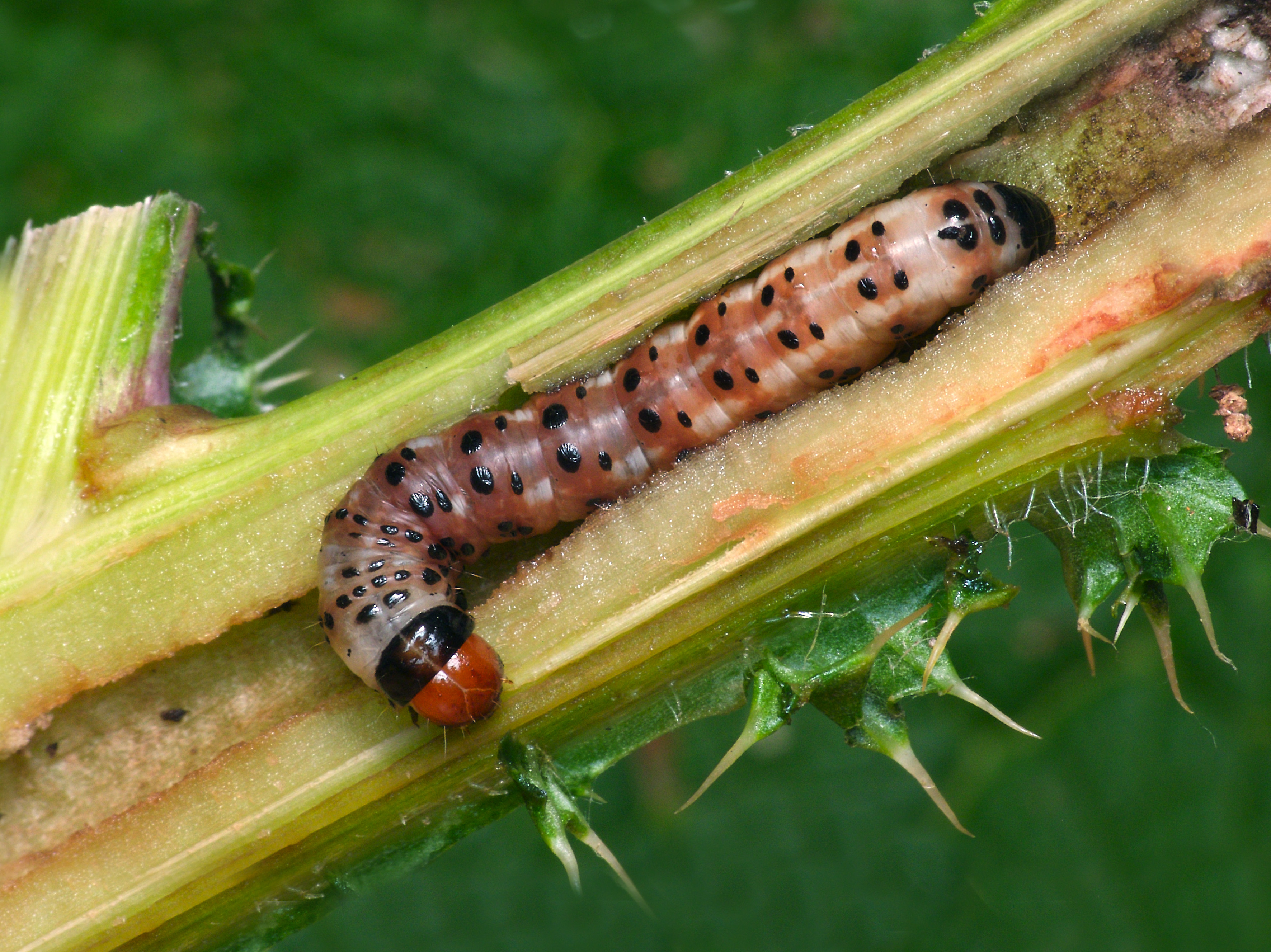
Fjärilens larv
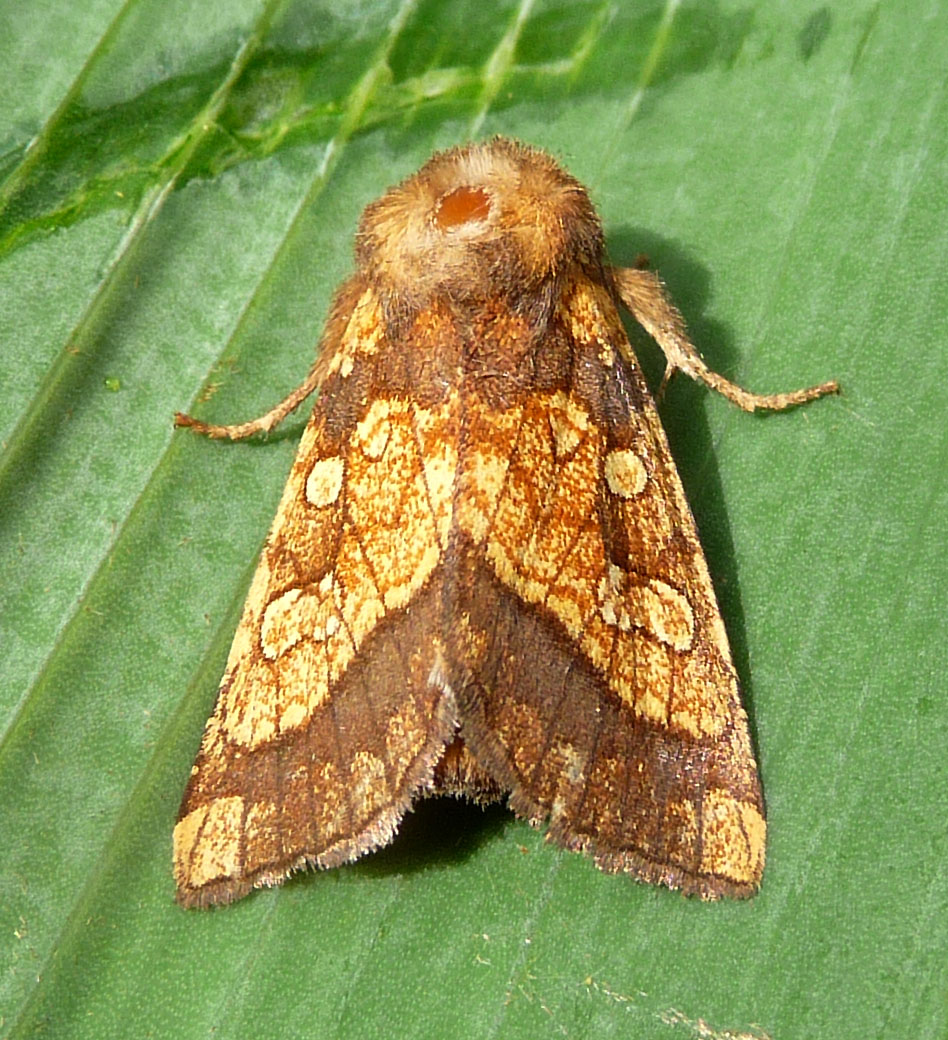
Imago fjäril

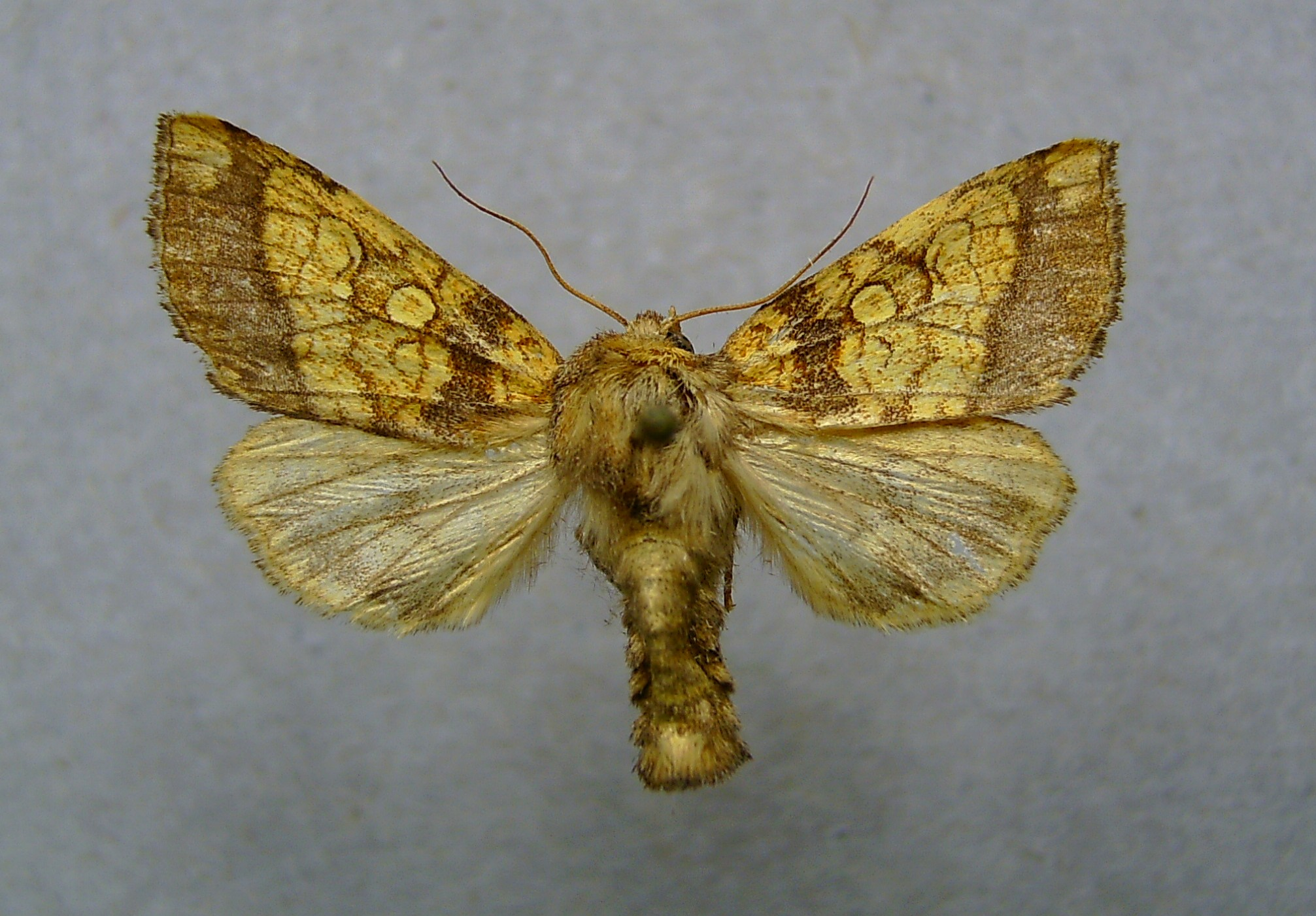
Preparerad (uppnålad) imago fjäril
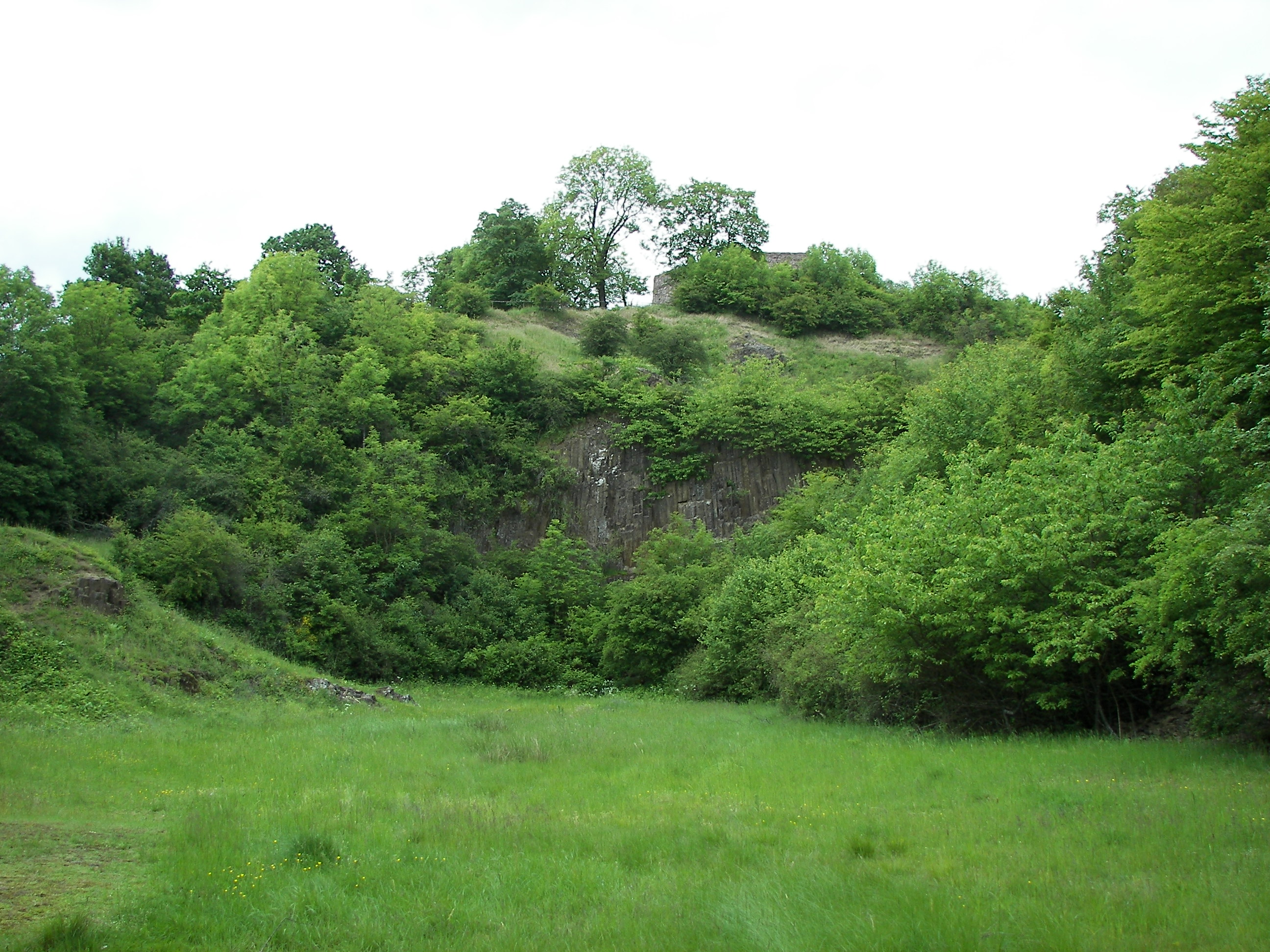
Habitat i Tyskland